# Condemnation
Condemnation är en låt av den brittiska gruppen Depeche Mode. Det är gruppens tjugonionde singel och den tredje från albumet Songs of Faith and Devotion. Singeln släpptes den 13 september 1993 och nådde som bäst 9:e plats på den brittiska singellistan.
Musikvideon regisserades av Anton Corbijn och filmades i Ungern.

## Utgåvor och låtförteckning
Samtliga låtar är komponerade av Martin Gore.

### 7", Kassett: Mute / Bong23, CBong23 – UK
1. "Condemnation (Paris Mix)" – 3:21 (remix by Alan Wilder & Steve Lyon)
2. "Death's Door (Jazz Mix)" – 6:38 (remix by Depeche Mode & Steve Lyon)

- 7" endast utgiven som promosingel, ej utgiven kommersiellt.

### 12": Mute / 12Bong23 – UK
1. "Condemnation (Paris Mix)" – 3:21
2. "Death's Door (Jazz Mix)" – 6:38
3. "Rush (Spiritual Guidance Mix)" – 5:31 (remix by Jack Dangers)
4. "Rush (Amylnitrate Mix – Instrumental)" – 7:43 (remix by Tony Garcia & Guido Osorio)
5. "Rush (Wild Planet Mix – Vocal)" – 6:23 (remix by Tony Garcia & Guido Osorio)

### 12": Mute / L12Bong23 – UK
1. "Condemnation (Live)" – 4:10
2. "Personal Jesus (Live)" – 6:00
3. "Enjoy the Silence (Live)" – 6:46
4. "Halo (Live)" – 4:54

### CD: Mute / CDBong23 – UK
1. "Condemnation (Paris Mix)" – 3:21
2. "Death's Door (Jazz Mix)" – 6:38
3. "Rush (Spiritual Guidance Mix)" – 5:31 (remix by Jack Dangers)
4. "Rush (Amylnitrate Mix – Instrumental)" – 7:43 (remix by Tony Garcia & Guido Osorio)

### CD: Mute / LCDBong23 – UK
1. "Condemnation (Live)" – 4:10
2. "Personal Jesus (Live)" – 6:00
3. "Enjoy the Silence (Live)" – 6:46
4. "Halo (Live)" – 4:54

### CD: Mute / CDBong23X – EU
1. "Condemnation (Paris Mix)" – 3:21
2. "Death's Door (Jazz Mix)" – 6:38
3. "Rush (Spiritual Guidance Mix)" – 5:31
4. "Rush (Amylnitrate Mix – Instrumental)" – 7:43
5. "Rush (Wild Planet Mix – Vocal)" – 6:23
6. "Condemnation (Live)" – 4:10
7. "Personal Jesus (Live)" – 6:00
8. "Enjoy the Silence (Live)" – 6:46
9. "Halo (Live)" – 4:54

### Promo 12": Mute / P12Bong23 (UK)
1. "Condemnation (Paris Mix)" - 3:22
2. "Death's Door (Jazz Mix Mix)" - 6:38
3. "Rush (Spiritual Guidance Mix)" - 5:31

### Promo 12": Mute / PL12Bong23R (UK)
1. "Rush (Spiritual Guidance Mix)" - 5:31
2. "Rush (Amylnitrate Mix (Instrumental))" - 7:41
3. "Rush (Wild Planet Mix (Vocal))" - 6:23

### 12": Sire/Reprise / 9 41058-0 – US
1. "Condemnation (Live)" – 4:10
2. "Enjoy the Silence (Live)" – 6:46
3. "Halo (Live)" – 4:54
4. "Death's Door (Jazz Mix)" – 6:38
5. "Rush (Spiritual Guidance Mix)" – 5:31
6. "Rush (Nitrate Mix)" – 7:43
7. "Rush (Wild Planet Mix – Vocal)" – 6:23
8. "Condemnation (Paris Mix)" – 3:21

### CD: Sire/Reprise / 9 41058-2 – US
1. "Condemnation (Paris Mix)" – 3:21
2. "Rush (Spiritual Guidance Mix)" – 5:31
3. "Death's Door (Jazz Mix)" – 6:38
4. "Rush (Nitrate Mix)" – 7:43
5. "Enjoy the Silence (Live)" – 6:46
6. "Halo (Live)" – 4:54
7. "Condemnation (Live)" – 4:10

Samtliga livespår är inspelade i Milano 1993.